# 南开大学商学院
南开大学商学院，成立于1929年，是南开大学规模最大的学院之一，现任院长是白长虹。

## 历史
南开大学在1919年建校初期就以“文以治国，理以强国，商以富国”的理念，设立了文、理、商、矿四个学科。适应当时经济社会发展的需要，南开的商科迅速发展起来，并且在国内外具有较大的影响，1929年成立南开大学商学院。
1932年，南开大学商学院董事为张锦鏣、周新民、卞俶成、马寅初、李祖才、卞寿孙。
1952年，因全国院系调整，南开的经济管理学科被抽调组建河北财经学院（今天津财经大学）。
1980年，中国实施改革开放的政策以后，南开大学开始重建管理学系。1981年，受国家旅游局委托和资助，南开大学创建了旅游学系。1985年，受国家审计署的委托，南开大学建立了中国第一批审计专业并招生；1987年，南开大学重建会计学系。1993年后，南开大学市场营销、财务管理、信息管理等学科相继建立。1994年，外经贸部直属的天津对外贸易学院并入南开大学，参与组建南开大学商学院。
1997年，根据国务院学位办颁布的新学科目录，南开大学对国际商学院和经济学院的系所进行了调整，把管理学科所包含的专业和机构全部集中在国际商学院。调整后的国际商学院下设六系一所，即：国际企业管理系、会计学系、旅游学系、市场营销系、财务管理系、信息管理系和现代管理研究所，并在公司治理研究室的基础上成立了国内高校最早的公司治理研究中心。
1999年1月，原属南开大学文学院的信息资源管理系并入国际商学院，调整为信息管理与信息系统系和图书馆学系，同年国际商学院又创办了人力资源管理系。
2005年，根据南开建校之初的名称，南开大学国际商学院复名南开大学商学院。
2013年，南开大学商学院获得AMBA认证。
2017年，南开大学商学院EMBA中心因违规与第三方合作办学，存在利益输送；前置学历审核把关不严，严重违反招生政策；教学管理混乱，学位授予审核把关不严；竭力掩盖暴露的严重问题，致使矛盾堆积加剧；财务管理不严，学费收取不规范，学费减免随意，违规收支教育经费等原因被查处，涉事主管副校长佟家栋、商学院院长张玉利、EMBA中心主任吕峰等遭到免职或调离岗位处理，南开大学EMBA招生权被教育部撤销。

## 科系设置
本學院设有下列专业：
- 企业管理（以前称工商管理）
- 财务管理
- 会计学（另有国际会计）
- 信息管理与信息系统
- 人力资源管理
- 图书馆学
- 电子商务